# Thelypteris gymnocarpa
Thelypteris gymnocarpa là một loài thực vật có mạch trong họ Thelypteridaceae. Loài này được (Copel.) C.V. Morton miêu tả khoa học đầu tiên năm 1966.